# Бесараб Анатолій Миколайович
Анатолій Миколайович Бесараб (нар. 17 липня 1937, село Козин, нині Миронівський район, Київська область) — український радянський діяч, голова колгоспу імені Фрунзе Городнянського району Чернігівської області. Депутат Верховної Ради СРСР 11-го скликання.

## Біографія
Народився в селянській родині. З 1955 по 1957 рік працював колгоспником.
У 1957—1960 роках — служба у лавах Радянської армії.
Освіта вища. У 1965 році закінчив Білоцерківський сільськогосподарський інститут.
Член КПРС з 1961 року.
У 1965—1970 роках — головний зоотехнік радгоспу імені Шевченка Менського району Чернігівської області.
У 1970—1977 роках — директор радгоспу «Городнянський» Городнянського району Чернігівської області.
З 1977 року — голова колгоспу імені Фрунзе села Тупичів Городнянського району Чернігівської області.
Потім — на пенсії в селі Тупичів  Городнянського району Чернігівської області.

## Нагороди та відзнаки
- орден Жовтневої Революції
- орден «Знак Пошани»
- медаль «За до́блесну пра́цю. В ознаменува́ння 100-рі́ччя з дня наро́дження Володи́мира Ілліча́ Ле́ніна»
- медалі